# فوكاشين مرنيافتشيفتش
فوكاشين مرنيافتشيفتش (1320 - 1371) (بالصربية: Вукашин Мрњавчевић) كان ملكا صربيا مابين عامي 1365 و 1371.
قتل مرنيافتشيفتش في يوم 27 أيلول - سبتمبر أثناء معركة ماريتسا التي وقعت مابين الدولة العثمانية و مملكة صربيا.